# Drapeau de la république serbe de Bosnie
Le drapeau de la république serbe de Bosnie est, depuis le 12 mai 1992,, le drapeau officiel de la république serbe de Bosnie. Il est très similaire au drapeau de la Serbie, sans toutefois comporter les armoiries de la Serbie.